# Universidad Nacional Experimental del Táchira
La Universidad Nacional Experimental del Táchira, conocida como la Universidad del Táchira o por sus siglas UNET, es una institución de educación superior pública y autónoma ubicada en la ciudad de San Cristóbal, estado Táchira, al suroeste de Venezuela, siendo una de las más importantes universidades de esta región del país. Fue fundada el 27 de febrero de 1974 en el marco de un programa para el desarrollo regional. Su oferta en pregrado se compone en gran medida de carreras afines a las Ingenierías y la Arquitectura.
Para 2009 contaba con más de 12 mil estudiantes en las áreas de pregrado, postgrado y extensión, además cuenta con un macroprograma de crecimiento que incluye convenios con diversas empresas e instituciones venezolanas y extranjeras.
La Universidad del Táchira es una institución de alto nivel académico, comprometida con la positiva transformación del Táchira y del país, y cuyo objetivo estratégico es incrementar el capital social de su área de influencia y aumentar su impacto en el desarrollo regional y nacional, expresado en términos de generación de conocimientos, transferencias de tecnologías y formación de profesionales íntegros y eficientes por medio del desarrollo del capital intelectual de la Institución, a fin de lograr competencias que garanticen calidad y efectividad en el cumplimiento de sus funciones básicas: docencia, investigación y extensión.

## Historia
La Universidad Nacional Experimental del Táchira-UNET, fue creada durante el primer periodo de gobierno del Presidente Rafael Caldera, bajo decreto presidencial N.º 1630, en el año 1974. Sus operaciones iniciales se dan al siguiente año, ofreciendo ciencias del agro e ingenierías de la industria.Con el paso del tiempo, la UNET ha logrado consolidarse como una prestigiosa casa de estudios, reflejado en el éxito de la gran mayoría de sus egresados, quienes en muchas ocasiones son solicitados por diversas e importantes empresas a nivel regional, nacional e internacional, para la realización de pasantías y en muchos casos son contratados por dichas empresas, motivado al buen desempeño que demuestran, gracias a la sólida formación académica adquirida en la universidad. Igualmente, diversas actividades de investigación han hecho de la UNET un ente de suma importancia que contribuye al proceso de desarrollo socioeconómico de la región. Actualmente se están desarrollando diversos planes dirigidos a diversificar la oferta académica de la Universidad que, esencialmente se ha concentrado en carreras de Ingeniería y Arquitectura, además, existe igualmente un plan con miras a la "municipalización" de la educación, con el fin de acercar la universidad a los municipios del estado Táchira y descongestionar el Campus de la universidad en Paramillo.

## Campus

### Sede Principal
Se ubica al noreste de San Cristóbal, en terrenos de lo que fue la Hacienda Paramillo, icono de la ciudad para la segunda mitad del siglo XX. El campus universitario principal se constituye de tres edificios principales (A, B y C), una biblioteca con dos auditorios, un teatro, un área deportiva, tres estacionamientos, dos comedores, dos plazas, un parque natural usado para el estudio ambiental y un área de esparcimiento para el personal docente. Además de contar con un sistema de transporte universitario con rutas establecidas a buena parte del estado.

### Otros Núcleos
Con el propósito de avanzar en el crecimiento de la institución profesional tachirense y de apoyar sus actividades de docencia, investigación y extensión, la universidad cuenta con otras unidades académicas dentro del estado Táchira, las cuales son: 
- La Morusca, La Fría
- La Tuquerena, Rubio
- La Primavera, Cordero
- La Orquídea, Ureña
- La estación piscícola, Abejales
- La Pradera, La Grita
- Santa Rosa
- Edificio de Carreras Técnicas Semipresenciales - Las Lomas, San Cristóbal
- ROTARI San Cristóbal
- Colón Ayacucho

## Organización

### Consejos
1. El Consejo Universitario: es la máxima autoridad de la Universidad y ejercerá funciones de gobierno por órgano del Rector. Está compuesto por el rector, los vicerrectores, los decanos, el secretario, el consultor jurídico, el director del Consejo de Planificación, el contralor interno, el presidente de la Asociación de Profesores y una representación de los profesores, los estudiantes, los egresados y del Ministerio de Educación.
2. El Consejo Superior: se encarga de formular estrategias y políticas para el desarrollo institucional, así como para la supervisión y evaluación de la Universidad.
3. El Consejo Académico: es el órgano de dirección encargado de los asuntos relacionados con la enseñanza, la investigación y la extensión. Está integrado por el Vicerrector Académico, el Secretario, el director del Consejo de Planificación, los Decanos y una representación de los profesores, de los estudiantes y de los egresados.

### Autoridades
La estructura orgánica de la UNET está conformada por las siguientes autoridades:
1. El Rector: es la persona encargada de ejercer la representación legal de la Institución y Presidente del Consejo Universitario. Actualmente representado por el Ing. Raúl Alberto Casanova Ostos.
2. El Vicerrector Académico: es la autoridad responsable de los asuntos concernientes al área académica de la Universidad, y Presidente del Consejo Académico. Puede suplir la ausencia temporal del Rector. El actual titular de este cargo es el  Lic. Alexander Contreras.
3. El Vicerrector Administrativo: es la autoridad responsable de las áreas administrativas y financieras de la Universidad. Actualmente representado por Lic. Martin Paz Pellicani.
4. El Secretario: es la autoridad responsable del área de secretaría general. En el cargo actualmente el Arq. Elcy Judith Núñez Maldonado.

## Decanos
- Decano de Docencia: Silverio Bonilla.
- Decano de Postgrado: Miguel García.
- Decano de Extensión: Juan Carlos Montilla.
- Decano de Desarrollo Estudiantil: John Ramírez.
- Decano de Investigación: Luis Villanueva.

### Rectores
Han ocupado el cargo de Rector (en orden cronológico), incluido el que se halla en funciones:
| Rector | Nombre                       | Período             |
| ------ | ---------------------------- | ------------------- |
| 1.º    | Lorenzo Monroy Coronel       | 1974-1979           |
| 2.º    | Jorge Francisco Rad Rached   | 1979-1985           |
| 3.º    | Joaquín Rodríguez            | 1985-1987           |
| 4.º    | Marcial Ali Huggins Quintero | 1987-1992           |
| 5.º    | Humberto Acosta Rivas        | 1992-2000           |
| 6.º    | Trino Gutiérrez Nieto        | 2000-2004           |
| 7.º    | José Vicente Sánchez Frank   | 2004-2014           |
| 8.º    | Raúl Alberto Casanova Ostos  | 2014 - en funciones |

## Oferta Académica

### Pregrado
La UNET ofrece las siguientes carreras de pregrado:
- Carreras Largas
  - Ingeniería Agroindustrial
  - Ingeniería Agronómica
  - Ingeniería Ambiental
  - Ingeniería de Producción Animal
  - Ingeniería Industrial
  - Ingeniería en Informática
  - Ingeniería Electrónica
  - Ingeniería Civil
  - Ingeniería Mecánica
  - Arquitectura
  - Licenciatura en Música
  - Psicología

- Carreras Cortas
  - TSU en Electromedicína
  - TSU en Producción Agropecuaria
  - TSU en Inspección Sanitaria
  - TSU en Información de Salud
  - TSU en Citotecnología
  - TSU en Entrenamiento Deportivo

- Carreras Técnicas Semipresenciales
  - TSU en Manejo de Emergencias y Acción Contra Desastres
  - TSU en Turismo
  - TSU en Agrotecnia

### Doctorado
- Gerencia Evaluativa, Tecnológica, Empresarial y Educativa .

#### Maestrías
- Maestría en Docencia Virtual
- Maestría en Ingeniería Electrónica
- Maestría en Informática
- Maestría en Administración de Instituciones de Salud
- Maestría en Gerencia Educativa
- Maestría en Agronomía - Producción Vegetal
- Maestría en Ingeniería Mecánica
- Maestría en Producción Animal
- Maestría en Arquitectura, Ciudad e Identidad
- Maestría en Matemática - Educación Matemática
- Maestría en Enseñanza - Aprendizaje de las Ciencias Básicas. Menciones: Matemática y Física / Química y Biología
- Maestría en Gerencia de Empresas Agrícolas
- Maestría en Gerencia de Empresas mención Mercadeo
- Maestría en Gerencia de Empresas mención Industria
- Maestría en Gerencia de Empresas mención Finanzas
- Maestría en Mantenimiento Industrial
- Maestría en Ingeniería Industrial

#### Especializaciones
- Estudio y Evaluación de Impacto Ambiental
- Medicina Familiar
- Gerencia Pública
- Gerencia de la Construcción
- Orientación Familiar

#### Especializaciones Técnicas
- Telecomunicaciones
- Teleinformática

#### Academia CISCO
- I Módulo. Aspectos básicos de networking
- II Módulo. Conceptos y protocolos de enrutamiento
- III Módulo. Redes inalámbricas y conmutación LAN
- IV Módulo. Acceso a la WAN

#### Cursos de Ampliación y Perfeccionamiento Profesional
- Farmacéutico "Atención al Paciente Adulto Mayor"
- Enseñanza en Entornos Virtuales
- Enseñanza del Inglés